# Frédéric Marques (football)
Ne doit pas être confondu avec Frédéric Marques.
Pour les articles homonymes, voir Marques.
Frédéric Marques, né le 5 juin 1985 à Thionville en France, est un footballeur français qui joue au poste d'attaquant au CSO Amnéville.

## Historique

### Formation à Florange (1992 - 2004)
Frédéric Marques est né à Thionville, en Moselle et commence rapidement le football à l'âge de sept ans au sein du RC Florange.
En 1997, après cinq ans au sein du Racing, il rejoint l'ES Florange-Ebange, plus grand club de la ville de Florange où il terminera sa formation.

### ES Florange-Ebange (2004 - 2006)
Le joueur commence sa carrière au sein de l'ES Florange-Ebange dans le monde amateur, en Division d'Honneur. Il attire rapidement les clubs plus huppés de la région, dont le CSO Amnéville, alors semi-professionnel.

### CSO Amnéville (2006 - 2010)
En 2006, Marques rejoint le CSO Amnéville, alors en CFA 2, le cinquième échelon du football français.
Lors de sa dernière saison avec le club mosellan en CFA, il inscrit un total de 26 buts en 35 rencontres et se fait repéré par de nombreux clubs de National, l'échelon supérieur. En 2010, des clubs comme le FC Metz, l'ESTAC Troyes ou encore le FC Lorient souhaitent signer le joueur.

### US Créteil-Lusitanos (2010 - 2012)
En 2010, le joueur décide rejoindre la banlieue parisienne et l'US Créteil-Lusitanos, alors en National.
Il dispute son premier match lors de la 1re journée du championnat face au Gap Foot 05 en étant titulaire. Le match suivant, il inscrit son premier but (et premier doublé) face au FC Gueugnon, permettant la victoire deux buts à zéro de Créteil.

### SR Colmar (2012 - 2014)
En 2012, après deux saisons réussites à l'US Créteil-Lusitanos, Frédéric rejoint l'Alsace avec le SR Colmar, alors en National.
Pour son premier match lors de la 1re journée de championnat face à l'Amiens SC, Marques inscrit directement son premier but sous les couleurs alsaciennes, permettant à Colmar d'arracher le match nul.

### RC Strasbourg (2014 - 2015)
En fin de contrat avec le SR Colmar après deux saisons, Marques rejoint le RC Strasbourg, en pleine reconstruction en National après sa liquidation judiciaire du club alsacien en 2011,,.
Lors de ses deux premiers matchs avec Strasbourg, Marques délivre deux passes décisives face à l'US Colomiers et un but face au SAS Épinal.
Le 18 octobre 2014, face au FC Chambly-Oise, les tensions s'échauffent pour de nombreux joueurs strasbourgeois. Frédéric Marques écope d'un carton rouge et se voit suspendu pour les quatre prochains matchs avec le Racing. Jacky Duguépéroux, alors coach du club alsacien, décide de ne plus faire confiance au joueur, pourtant auteur d'un bon début de saison.

#### Prêt au Paris FC (2015)
Le 2 février 2015, il rejoint le Paris FC en prêt jusqu'à la fin de saison de National.
Avec Paris, Marques n'inscrit pas le moindre but, n'étant titulaire qu'à une seule reprise, face à l'EFC Fréjus Saint-Raphaël lors de la 24e journée du championnat.
Marques termine vice-champion du championnat de National derrière le Red Star FC cette saison-là.

### F91 Dudelange (2015 - 2016)
Après une résiliation de contrat à l'amiable avec le RC Strasbourg, le joueur s'engage avec le F91 Dudelange, club de BGL Ligue, pour les trois prochaines années,.
Avec Dudelange, Marques remporte le titre de champion de BGL Ligue ainsi que la Coupe du Luxembourg lors de cette saison,. Malgré cela, l'aventure au Luxembourg se passera mal, n'étant titulaire que deux fois et marquant uniquement deux fois, Marques souhaite quitter le F91 Dudelange en étant prêté dans un autre club luxembourgeois, mais voit sa proposition refusée catégoriquement par le club.

### SAS Épinal (2016 - 2017)
Malheureux du côté du Luxembourg où il joue peu, Marques rejoint le SAS Épinal, alors en National pour la saison 2016-2017.
Dès la 1re journée de championnat, le joueur est directement titulaire avec Épinal malgré la défaite trois buts à deux face à l'AS Lyon-Duchère.

### CSO Amnéville (2017)
Malgré des titularisations régulières du côté d'Épinal en National, le joueur rejoint son club de cœur, en Moselle, le CSO Amnéville, pour se rapprocher de sa famille,.
Titulaire indiscutable en Régional 1 avec le CSOA, Marques inscrit un total de 14 buts en 13 matchs avec les verts, participant grandement au titre de champion de Régional 1 d'Amnéville et de la montée en National 3.

### FC Swift Hesperange (2017 - 2020)
En 2017, il rejoint de nouveau le Luxembourg, mais cette fois-ci le FC Swift Hesperange, alors en Promotion d'Honneur (le deuxième échelon du football luxembourgeois).
Titulaire indiscutable lors de la première saison, il délivre un total de 13 buts et de 1 passe décisive toutes compétitions confondues, mais ne permet pas à Hesperange d'atteindre la BGL Ligue.
Sa deuxième saison est la plus prolifique avec 30 buts inscrits et 5 passes décisives toutes compétitions confondues. Il termine meilleur buteur de Promotion d'Honneur avec 29 buts, loin devant le second, Elhadji Fine Bop avec 18 buts inscrits. Malheureusement, le FC Swift Hesperange ne parvient toujours pas à monter en BGL Ligue, échouant lors du barrage face à l'US Hostert (deux buts à zéro).
Lors de sa dernière saison avec Hesperange, Marques se blesse régulièrement et voit sa saison se couper après la 15e journée à la suite de l'arrêt du championnat à cause de la pandémie mondiale du Covid-19.
Au total, Frédéric Marques devient le 2e meilleur buteur de l'histoire du club avec 56 buts en 67 rencontres, derrière l'allemand Dominik Stolz.

### FC Schifflange 95 (2020 - 2023)
En 2020, après être devenue un joueur iconique du FC Swift Hesperange, le joueur rejoint le FC Schifflange 95, toujours en Promotion d'Honneur.
Lors de la saison 2022-2023, Frédéric Marques remporte le titre de champion de Promotion d'Honneur à l'issue d'une saison où le FC Schifflange 95 termine champion avec 64 points.

### CSO Amnéville (depuis 2023)
Après quatre matchs de BGL Ligue avec le FC Schifflange 95, Frédéric décide de retourner dans sa région natale, en Moselle, en signant une nouvelle fois avec le CSO Amnéville, en Régional 1.
Lors de sa première saison, Marques inscrit 10 buts en 23 matchs de championnat avec le CSOA.

## Palmarès

### En club
Frédéric Marques obtient quatre titres au cours de sa carrière ; il remporte le championnat de BGL Ligue et la Coupe du Luxembourg en 2016 avec le F91 Dudelange. La saison suivante, il remporte le championnat de Régional 1 avec le CSO Amnéville et pour finir, il termine champion de Promotion d'Honneur avec le FC Schifflange 95 en 2023.
| Paris FC :                        | F91 Dudelange (2) :                                                        | CSO Amnéville (1) :            | FC Schifflange 95 (1) :                    |
| --------------------------------- | -------------------------------------------------------------------------- | ------------------------------ | ------------------------------------------ |
| - National - Vice-champion : 2015 | - BGL Ligue (1) - Champion : 2016 - Coupe du Luxembourg - Vainqueur : 2016 | - Régional 1 - Champion : 2017 | - Division d'Honneur (1) - Champion : 2023 |

### Distinctions personnelles
- Meilleur buteur du championnat du Luxembourg de deuxième division en 2019 (29 buts).

## Statistiques

### Statistiques en club
| Saison                | Club                  | Championnat           | Championnat | Championnat | Championnat | Coupe nationale | Coupe nationale | Coupe nationale | Coupe de la Ligue | Coupe de la Ligue | Coupe de la Ligue | Play-offs | Play-offs | Play-offs | Total | Total | Total |
| Saison                | Club                  | Division              | M.          | B.          | P.d.        | M.              | B.              | P.d.            | M.                | B.                | P.d.              | M.        | B.        | P.d.      | M.    | B.    | P.d.  |
| 2010-2011             | US Créteil-Lusitanos  | National              | 32          | 10          | 0           | 3               | 1               | 0               | -                 | -                 | -                 | -         | -         | -         | 35    | 11    | 0     |
| 2011-2012             | US Créteil-Lusitanos  | National              | 28          | 5           | 0           | 2               | 1               | 0               | -                 | -                 | -                 | -         | -         | -         | 30    | 6     | 0     |
| Sous-total            | Sous-total            | Sous-total            | 60          | 15          | 0           | 5               | 2               | 0               | -                 | -                 | -                 | -         | -         | -         | 65    | 17    | 0     |
| 2012-2013             | SR Colmar             | National              | 35          | 11          | 0           | 2               | 2               | 0               | -                 | -                 | -                 | -         | -         | -         | 37    | 13    | 0     |
| 2013-2014             | SR Colmar             | National              | 27          | 6           | 0           | -               | -               | -               | -                 | -                 | -                 | -         | -         | -         | 27    | 6     | 0     |
| Sous-total            | Sous-total            | Sous-total            | 62          | 17          | 0           | 2               | 2               | 0               | -                 | -                 | -                 | -         | -         | -         | 64    | 19    | 0     |
| 2014-2015             | RC Strasbourg         | National              | 15          | 3           | 3           | 1               | 0               | 0               | -                 | -                 | -                 | -         | -         | -         | 16    | 3     | 3     |
| 2015                  | Paris FC (Prêt)       | National              | 10          | 0           | 0           | -               | -               | -               | -                 | -                 | -                 | -         | -         | -         | 10    | 0     | 0     |
| Sous-total            | Sous-total            | Sous-total            | 25          | 3           | 3           | 1               | 0               | 0               | -                 | -                 | -                 | -         | -         | -         | 26    | 3     | 3     |
| 2015-2016             | F91 Dudelange         | BGL Ligue             | 16          | 2           | 1           | 4               | 1               | 1               | -                 | -                 | -                 | -         | -         | -         | 20    | 3     | 2     |
| Sous-total            | Sous-total            | Sous-total            | 16          | 2           | 1           | 4               | 1               | 1               | -                 | -                 | -                 | -         | -         | -         | 20    | 3     | 2     |
| 2016-2017             | SAS Épinal            | National              | 13          | 1           | 0           | 3               | 2               | 1               | -                 | -                 | -                 | -         | -         | -         | 16    | 3     | 1     |
| 2017                  | CSO Amnéville         | Régional 1            | 13          | 14          | 0           | -               | -               | -               | -                 | -                 | -                 | -         | -         | -         | 13    | 14    | 0     |
| Sous-total            | Sous-total            | Sous-total            | 26          | 15          | 0           | 3               | 2               | 1               | -                 | -                 | -                 | -         | -         | -         | 29    | 17    | 1     |
| 2017-2018             | FC Swift Hesperange   | Promotion d'Honneur   | 24          | 10          | 1           | 2               | 3               | 0               | -                 | -                 | -                 | -         | -         | -         | 26    | 13    | 1     |
| 2018-2019             | FC Swift Hesperange   | Promotion d'Honneur   | 26          | 29          | 5           | 2               | 1               | 0               | -                 | -                 | -                 | 1         | 0         | 0         | 29    | 30    | 5     |
| 2019-2020             | FC Swift Hesperange   | Promotion d'Honneur   | 10          | 8           | 0           | 3               | 5               | 1               | -                 | -                 | -                 | -         | -         | -         | 13    | 13    | 1     |
| Sous-total            | Sous-total            | Sous-total            | 60          | 47          | 6           | 7               | 9               | 1               | -                 | -                 | -                 | 1         | 0         | 0         | 68    | 56    | 7     |
| 2020-2021             | FC Schifflange 95     | Promotion d'Honneur   | 4           | 3           | 0           | 1               | 1               | 0               | -                 | -                 | -                 | -         | -         | -         | 5     | 4     | 0     |
| 2021-2022             | FC Schifflange 95     | Promotion d'Honneur   | 12          | 11          | 1           | 2               | 0               | 0               | -                 | -                 | -                 | -         | -         | -         | 14    | 11    | 1     |
| 2022-2023             | FC Schifflange 95     | Promotion d'Honneur   | 27          | 14          | 11          | -               | -               | -               | -                 | -                 | -                 | -         | -         | -         | 27    | 14    | 11    |
| 2023-2024             | FC Schifflange 95     | BGL Ligue             | 4           | 1           | 0           | -               | -               | -               | -                 | -                 | -                 | -         | -         | -         | 4     | 1     | 0     |
| 2023-2024             | CSO Amnéville         | Régional 1            | 23          | 10          | 0           | -               | -               | -               | -                 | -                 | -                 | -         | -         | -         | 23    | 10    | 0     |
| 2024-2025             | CSO Amnéville         | Régional 1            | 21          | 6           | 0           | -               | -               | -               | -                 | -                 | -                 | -         | -         | -         | 21    | 6     | 0     |
| Sous-total            | Sous-total            | Sous-total            | 91          | 45          | 12          | 3               | 1               | 0               | -                 | -                 | -                 | -         | -         | -         | 94    | 46    | 12    |
| Total sur la carrière | Total sur la carrière | Total sur la carrière | 340         | 144         | 22          | 25              | 17              | 3               | 0                 | 0                 | 0                 | 1         | 0         | 0         | 366   | 161   | 25    |